# Úročnice
Úročnice je vesnice v okrese Benešov, která je částí města Benešov ve Středočeském kraji. Leží mezi městy Benešov a Týnec nad Sázavou. Katastrální území Úročnice má rozlohu 6,63 km² a leží na něm ještě Buková Lhota a Vidlákova Lhota.

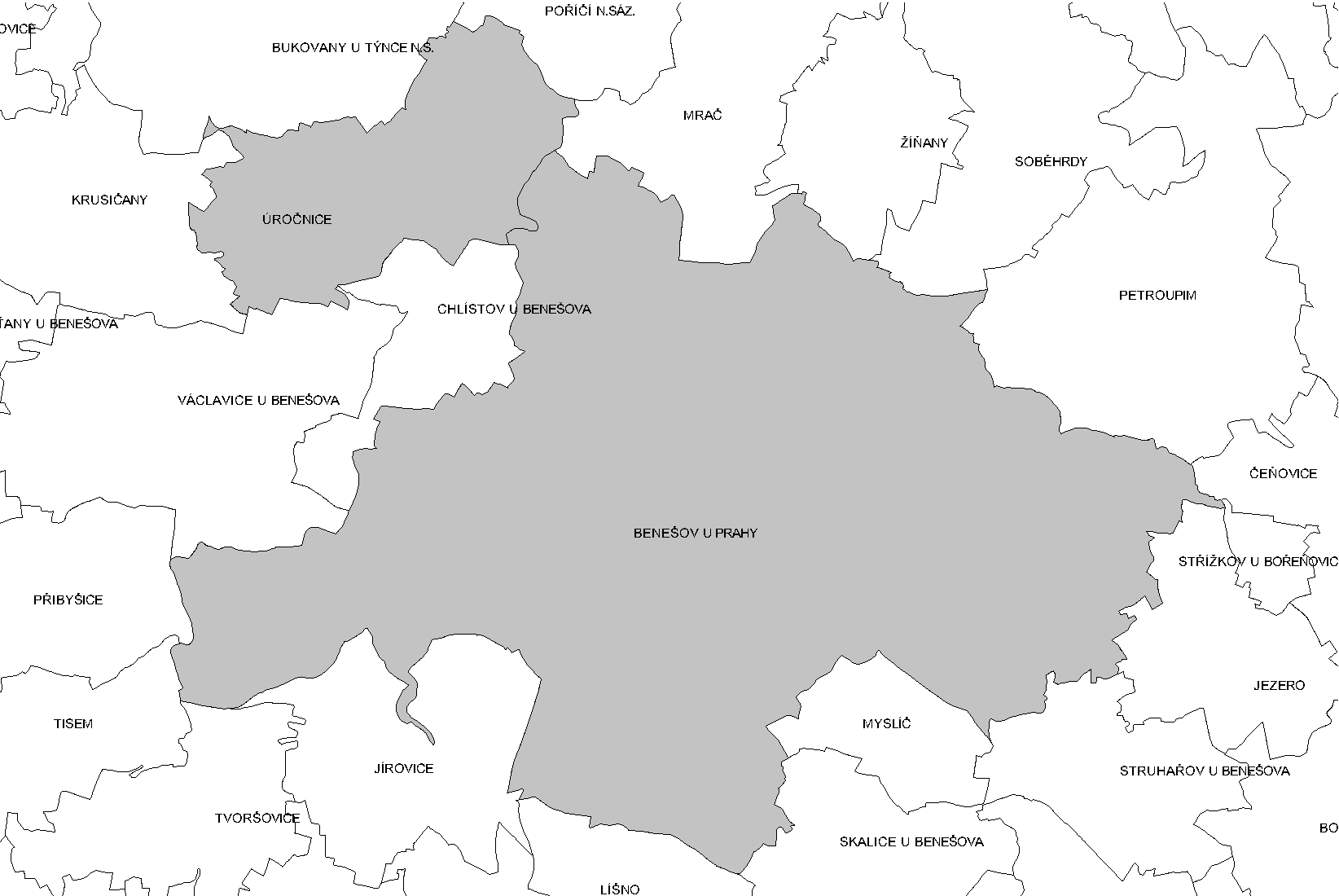
Katastrální území Benešova

## Název
Jméno Úročnice vzniklo zpodstatňující příponou –ice z adjektiva Úročná (Lhota), tedy úrok platící Lhota. Lidově se Úročnici říkávalo Ouročnice.

## Historie
Severozápadně od Benešova vznikla kolonizací dlouho chráněných panovnických lovišť rodu Přemyslovců značně semknutá skupina Lhot: Buková Lhota, Vidlákova Lhota, Úročná Lhota (Úročnice) a Zbožná Lhota (Zbožnice).
V roce 1279 patřila Úročnice pod obec Václavice, která se tehdy nazývala Vladislavicemi. Pod ní patřila i ves Krusvičany (Krusičany), Lačnice (dnes Chlístov), Žabovřesky, Buková Lhota a Zbožná Lhota (dnes Zbožnice).
V roce 1297 darovala královna Kunhuta (vdova po Přemyslu Otakarovi II., choť Záviše z Falkenštejna, který vykonával do roku 1283 regentskou vládu v Čechách nad Václavem II.), kostel sv. Václava ve Vladislavicích i s příslušenstvím (šest okolních vesnic včetně Úročnice) pražským křížovníkům s červenou hvězdou. Faráři tohoto kostela vykonávali i duchovní správu nad okolními vesnicemi včetně Úročnice, za což mu byl odváděn desátek. Okolní vesničané na přilehlém hřbitově též pochovávali a dodnes pochovávají své zemřelé.

### Novodobá historie
Narodil se tu a působil František Máša (1873–1910), starosta Úročnice, okresní starosta v Benešově a na počátku 20. století poslanec Českého zemského sněmu.
Za druhé světové války se ves stala součástí vojenského cvičiště Zbraní SS Benešov a její obyvatelé se museli 1. dubna 1943 vystěhovat.
V letech 1869–1890 byla vesnice součástí obce Bukovany, v letech 1900–1950 samostatnou obcí, v letech 1961–1979 byla vesnice součástí obce Chlístov a od 1. ledna 1980 se stala součástí města Benešov.

## Obyvatelstvo
| Rok            | 1869 | 1880 | 1890 | 1900 | 1910 | 1921 | 1930 | 1950 | 1961 | 1970 | 1980 | 1991 | 2001 | 2011 | 2021 |
| -------------- | ---- | ---- | ---- | ---- | ---- | ---- | ---- | ---- | ---- | ---- | ---- | ---- | ---- | ---- | ---- |
| Počet obyvatel | 238  | 263  | 285  | 311  | 316  | 296  | 313  | 218  | 250  | 246  | 221  | 222  | 227  | 244  | 246  |
| Počet domů     | 24   | 28   | 29   | 35   | 43   | 47   | 55   | 59   | 59   | 58   | 61   | 73   | 82   | 84   | 83   |